# Szülési szabadság (Lost)
2006. március 1-jén került először adásba az amerikai ABC csatornán a sorozat 39. részeként. Dawn Lambertsen Kelly és Matt Ragghianti írta, és Jack Bender rendezte. Az epizód középpontjában Claire Littleton áll.